# Горячий, Иван Фёдорович
Иван Фёдорович Горячий — советский хозяйственный, государственный и политический деятель, Герой Социалистического Труда.

## Биография
Родился в 1912 году в селе Петрополье. Член КПСС.
С 1930 года — на хозяйственной, общественной и политической работе. В 1930—1975 гг. — разнорабочий, тракторист, помощник бригадира, бригадир тракторной бригады, управляющий Верхнезорянским отделением совхоза «Индустриальный» Купянского района, участник Великой Отечественной войны, управляющий отделением, бригадир кормовой бригады совхоза «Индустриальный» Шевченковского района Харьковской области Украинской ССР.
Указом Президиума Верховного Совета СССР от 23 июня 1966 года присвоено звание Героя Социалистического Труда с вручением ордена Ленина и золотой медали «Серп и Молот».
Умер в Шевченково в 1991 году.